# Trang viên ở Mniszków

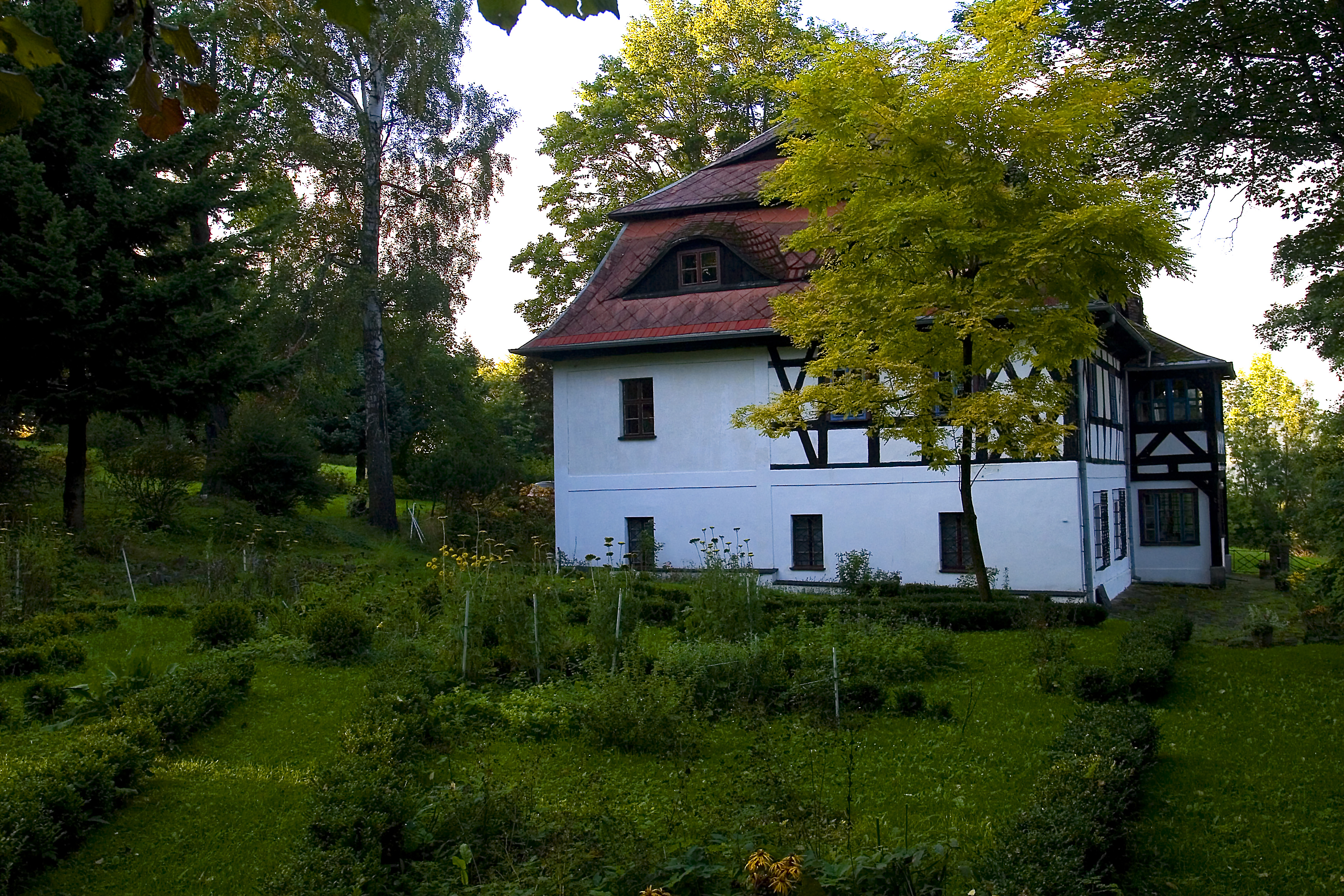
Trang viên ở Mniszków, thị trấn Janowice Wielkie, huyện Jelenia Góra, tỉnh Dolnośląskie, Ba Lan.

Trang viên ở Mniszków (tiếng Ba Lan: Dwór w Mniszkowie) là một trang viên lịch sử tọa lạc tại làng Mniszków, thị trấn Janowice Wielkie, huyện Jelenia Góra, tỉnh Dolnośląskie, Ba Lan. Trang viên này nằm trên mép dốc ở phía Nam ngôi làng, cách con đường chính trong làng vài chục mét về phía Tây. Trang viên có tên trong sổ đăng ký di tích.

## Lịch sử hình thành
Ngôi làng Mniszków đẹp như tranh vẽ có từ đầu thế kỷ 14. Lúc bấy giờ, ngôi làng thuộc sở hữu của Albert Bavarus. Sau đó, ngôi làng được bán cho Heinrich Beier - Lãnh chúa lâu đài Sokolec. Trang viên hiện tại được xây dựng vào năm 1728 (ngày xây dựng được khắc lên cổng trang viên). Khu dinh thự này được phỏng đoán là được xây dựng cho dòng họ quý tộc Ba Lan Geier. Theo ghi nhận từ một cuộc điều tra dân số ở Mniszków trong những năm 1880 thì Johann Geier là chủ sở hữu của dinh thự này. Vào thế kỷ 20, trang viên thuộc về quyền sở hữu của Albert von Ledebur, người đã tiến hành tu bổ toàn diện. Tiếp đó, trong giai đoạn 1921-1945, Bá tước Christy von Renthe-Fink là chủ nhân mới của công trình kiến trúc này.

## Kiến trúc
Trang viên được xây dựng trên một mặt phẳng hình chữ nhật với các khu nhà phụ ở phía Đông và phía Bắc. Đây là một dinh thự hai tầng với sàn gỗ và được lợp bằng mái mansard  (một kiểu mái lệch/ dốc) phủ sơn màu.